# Solanum flagellare
Solanum flagellare är en potatisväxtart som beskrevs av Otto Sendtner. Solanum flagellare ingår i släktet skattor som ingår i familjen potatisväxter. Inga underarter finns listade i Catalogue of Life.